# Talbot-Lago

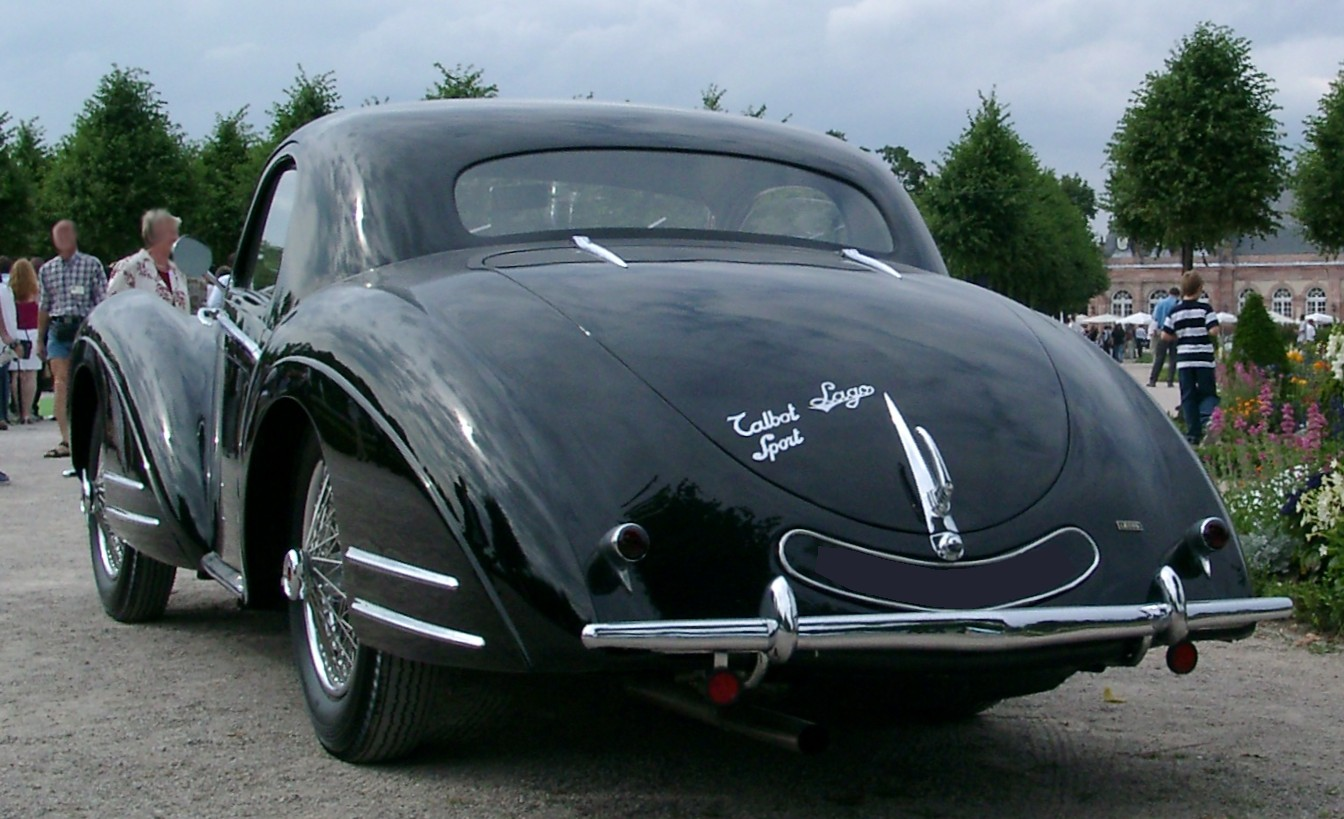
Talbot Lago Sport

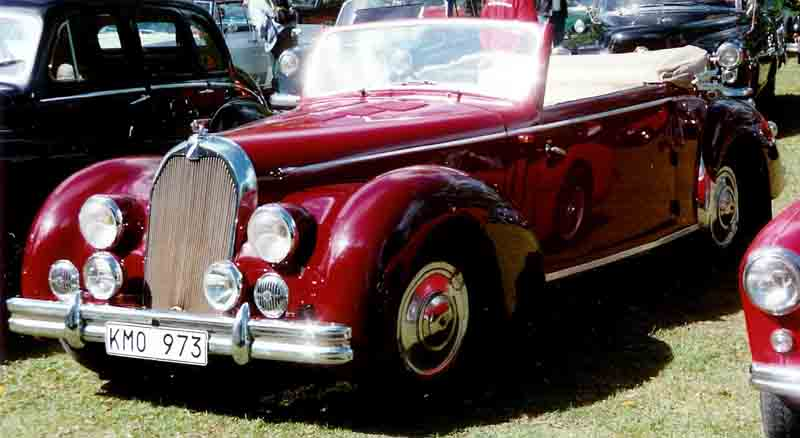
Talbot Lago Baby Cabriolet uit 1950

Talbot-Lago was een Frans automerk, dat tussen 1935 en 1960 auto's produceerde.
In 1902 werd Clément Bayard opgericht, dat in Groot-Brittannië als Talbot (soms Clément-Talbot) werd verkocht. Toen in 1919 Talbot werd overgenomen door Darracq ontstond in 1920 de merknaam Talbot-Darracq. Nog een jaar later werd ook Sunbeam overgenomen, zodat STD motors (Sunbeam-Talbot-Darracq) ontstond. In 1935 ging het failliet en Talbot werd meegesleurd. Antonio Lago (soms: Anthony Lago) nam de productiesite in Suresnes over en bracht compleet andere en nieuwe modellen op de markt onder de naam Talbot-Lago. Samen met Carlo Marchetti ontwikkelde Lago zescilindermotoren die gemonteerd op een chassis aan verschillende Franse carrosseriebouwers werden verkocht.
In 1946 bracht Talbot-Lago de T26 uit, die zich onderscheidde in de 24 uur van Le Mans. Maar in het naoorlogse Frankrijk was er weinig vraag naar luxewagens. In 1950 bracht Talbot-Lago, de Baby uit, maar de productie van auto's nam steeds verder terug, ondanks deelnames aan Le Mans. De laatste Baby's werden geproduceerd in 1960. Simca kocht de naam Talbot, zodat in 1979, toen PSA Chrysler Europe overnam, de naam Talbot gebruikt kon worden voor ex-Simca's.